# Natascia Leonardi Cortesi
Natascia Leonardi Cortesi (n. 1 mai 1971, Faido⁠(d), Cantonul Ticino, Elveția) este o schioară de fond ce a reprezentat Elveția, medaliată olimpică. A participat la 4 ediții ale Jocurilor Olimpice (1992, 1998, 2002, 2006) în care a câștigat o medalie de bronz.